# 1974年の鉄道
1974年の鉄道（1974ねんのてつどう）とは、1974年（昭和49年）に起こった鉄道関係の出来事をまとめたページである。
1973年の鉄道 - 1974年の鉄道 - 1975年の鉄道

## 出来事の一覧

### 2月
- 2月16日
  - 名古屋市交通局（名古屋市電）
    - （路線廃止） 下江川線 八熊通停留場 - 船方停留場間
    - （路線廃止） 八熊東線 八熊通停留場 - 沢上町停留場間　
    - （路線廃止） 熱田線　沢上町停留場 - 内田橋停留場間
    - （路線廃止） 大江線　内田橋停留場 - 大江町停留場間
    - （駅廃止） 中央卸売市場前停留場、日比野停留場、一番町停留場、船方停留場（下江川線）
    - （駅廃止） 新尾頭町停留場（八熊東線）
    - （駅廃止） 高蔵停留場、熱田駅前停留場、熱田神宮前停留場、熱田伝馬町停留場（熱田線）
    - （駅廃止） 南陽通二丁目停留場、南陽通四丁目停留場、南陽通六丁目停留場、竜宮町停留場、東橋停留場（大江線）
    - （駅廃止） 八熊通停留場（下江川線、八熊東線）
    - （駅廃止） 内田橋停留場（熱田線、大江線）
- 2月28日
  - 北丹鉄道
    - （路線廃止） 福知山駅 - 河守駅間 (12.4 km)（1971年3月2日から休止）
    - （駅廃止） 福知山西駅、下川駅、上天津駅、下天津駅、公庄駅、蓼原駅、河守駅

### 3月
- 3月1日
  - 日本国有鉄道
    - （路線名改称） 予土線 ← 宇和島線
    - （延伸開業）  予土線 若井駅 - 江川崎駅間 (29.6 km)
    - （新駅開業）  家地川駅、打井川駅、土佐大正駅、土佐昭和駅、十川駅、半家駅（予土線）
    - （信号場開設）  川奥信号場（予土線）
- 3月13日
  - 日本国有鉄道
    - （電化） 日豊本線 幸崎駅 - 南宮崎駅間 (190.7 km・交流20,000V・60 Hz)
- 3月17日
  - 名古屋鉄道
    - （複線化）  尾西線 六輪駅 - 森上駅間 (5.1 km)

  - 阪神電気鉄道
    - （路線廃止） 　国道線 上甲子園停留場 - 西灘停留場間
    - （駅廃止）  瓦木停留場、津門停留場、北今津停留場、西宮駅前停留場、西宮札場筋停留場、西宮恵戎停留場、西宮西口停留場、森具停留場、山打出停留場、芦屋駅前停留場、芦屋川停留場、森市場前停留場、森停留場、小路停留場、田中停留場、甲南学園前停留場、灘高等学校前停留場、住吉駅前停留場、中御影停留場、上石屋停留場、徳井停留場、八幡停留場、六甲口停留場、大石川停留場（国道線）
- 3月30日
  - 名古屋市営地下鉄
    - （新線開業）  4号線（名城線） 新瑞橋駅 - 金山駅間 (5.7 km)
    - （新駅開業）  新瑞橋駅、妙音通駅、堀田駅、伝馬町駅（現・熱田神宮伝馬町駅）、神宮西駅（現・熱田神宮西駅）、西高蔵駅（4号線）
- 3月31日
  - 名古屋市交通局（名古屋市電）[注 1]
    - （路線廃止） 熱田線 金山橋停留場 - 沢上町停留場間
    - （路線廃止） 八熊東線 沢上町停留場 - 高辻停留場間
    - （路線廃止） 東郊線 高辻停留場 - 滝子停留場間
    - （路線廃止） 藤成線 滝子停留場 - 市立大学病院停留場間
    - （路線廃止） 循環北線 矢田町四丁目停留場 - 矢田町十丁目停留場間
    - （路線廃止） 循環東線 矢田町十丁目停留場 - 新瑞橋停留場間
    - （路線廃止） 八事線 大久手停留場 - 安田車庫前停留場間
    - （路線廃止） 笠寺線 新瑞橋停留場 - 笠寺西門前停留場間
    - （路線廃止） 笠寺延長線 笠寺西門前停留場 - 笠寺駅前停留場間
    - （路線廃止） 東臨港線 笠寺駅前停留場 - 大江町停留場間
    - （路線廃止） 大江線 大江町停留場 - 昭和町停留場間
    - （駅廃止）  金山橋停留場（熱田線）
    - （駅廃止）  池内町停留場（八熊東線）
    - （駅廃止）  広見町停留場（藤成線）
    - （駅廃止）  矢田町四丁目停留場（循環北線）
    - （駅廃止）  矢田町十五丁目停留場、古出来町停留場、都通一丁目停留場、都通二丁目停留場、今池停留場、阿由知通一丁目停留場、曙通停留場、御器所通停留場、恵方町停留場、瑞穂通一丁目停留場、瑞穂区役所停留場、瑞穂通四丁目停留場、瑞穂運動場前停留場、瑞穂通七丁目停留場（循環東線）
    - （駅廃止）  青柳町停留場、安田車庫前停留場（八事線）
    - （駅廃止）  新郊通一丁目停留場、新郊通三丁目停留場、桜本町一丁目停留場、桜本町四丁目停留場（笠寺線）
    - （駅廃止）  本城中学前停留場（笠寺延長線）
    - （駅廃止）  北頭停留場、港東通停留場、加福町停留場（東臨港線）
    - （駅廃止）  開橋停留場、昭和町停留場（大江線）
    - （駅廃止）  沢上町停留場（熱田線、八熊東線）
    - （駅廃止）  高辻停留場（八熊東線、東郊線）
    - （駅廃止）  滝子停留場（東郊線、藤成線）
    - （駅廃止）  市立大学病院停留場（藤成線、循環東線）
    - （駅廃止）  矢田町十丁目停留場（循環北線、循環東線）
    - （駅廃止）  大久手停留場（循環東線、八事線）
    - （駅廃止）  新瑞橋停留場（循環東線、笠寺線）
    - （駅廃止）  笠寺西門停留場（笠寺線、笠寺延長線）
    - （駅廃止）  笠寺駅前停留場（笠寺延長線、東臨港線）
    - （駅廃止）  大江町停留場（東臨港線、大江線）

※名古屋市電はこの廃止により全廃。

### 4月
- 4月1日
  - 夕張鉄道
    - （路線譲渡） 夕張鉄道線 野幌駅 - 鹿ノ谷駅（北海道炭礦汽船に譲渡）
    - （駅譲渡） 野幌駅、北海鋼機前駅、上江別駅、下の月駅、晩翠駅、南幌駅、双葉駅、北長沼駅、中央農試前駅、栗山駅、継立駅、新二岐駅、錦沢駅、平和駅、若菜駅、鹿ノ谷駅（夕張鉄道線）
    - （旅客営業休止） 夕張鉄道線 野幌駅 - 栗山駅間 (23.0 km)
    - （客扱い休止） 野幌駅、北海鋼機前駅、上江別駅、下の月駅、晩翠駅、南幌駅、双葉駅、北長沼駅、中央農試前駅、栗山駅（夕張鉄道線）

  - 北海道炭礦汽船
    - （路線譲受） 夕張鉄道線 野幌駅 - 鹿ノ谷駅 (51.1 km)（夕張鉄道から譲受）
    - （駅譲受） 野幌駅、北海鋼機前駅、上江別駅、下の月駅、晩翠駅、南幌駅、双葉駅、北長沼駅、中央農試前駅、栗山駅、継立駅、新二岐駅、錦沢駅、平和駅、若菜駅、鹿ノ谷駅（夕張鉄道線）

  - 津軽鉄道
    - （新駅開業）  五農校前駅（津軽鉄道線 十川駅 - 津軽飯詰駅間）
    - （駅廃止） 一野坪駅（津軽鉄道線）

  - 土佐電気鉄道
    - （路線廃止） 安芸線 後免駅 - 安芸駅間 (26.8 km)
    - （駅廃止） 永田駅、立田駅、日章駅、物部川駅、西野市駅、野市駅、遠山駅、古川駅、赤岡駅、岸本駅、月見山駅、夜須駅、手結駅、海浜学校前駅、土佐住吉駅、長谷寄駅、西分駅、和食駅、赤野駅、八流駅、穴内駅、安芸駅（安芸線）

  - 京都市交通局（京都市電）
    - （路線廃止） 烏丸線 烏丸車庫前停留場 - 七条烏丸停留場
    - （駅廃止） 下総町停留場、烏丸鞍馬口停留場、烏丸中学前停留場、烏丸上立売停留場、烏丸中立売停留場、烏丸出水停留場、烏丸二条停留場、烏丸御池停留場、烏丸三条停留場、四条烏丸停留場、烏丸高辻停留場、烏丸五条停留場、東本願寺前停留場（烏丸線）
- 4月11日
  - 姫路市交通局（後・姫路市企業局交通事業部）
    - （路線休止） モノレール線 姫路駅 - 手柄山駅間

### 5月
- 5月1日
  - 上田交通（現・上田電鉄）
    - （駅名改称）  大学前駅←本州大学前駅（別所線）
- 5月29日
  - 大阪市営地下鉄
    - （延伸開業）  谷町線 都島駅 - 東梅田駅間 (3.1 km)
    - （新駅開業）  都島駅、中崎町駅（谷町線）

### 6月
- 6月1日
  - 小田急電鉄
    - （新線開業）  多摩線 新百合ヶ丘駅 - 小田急永山駅間 (6.8 km)
    - （新駅開業）  五月台駅、栗平駅、黒川駅、小田急永山駅（多摩線）

  - 近畿日本鉄道
    - （新駅開業）  大外羽駅（養老線 烏江駅 - 友江駅間）
- 6月30日
  - 名古屋鉄道
    - （新線開業）  知多新線 富貴駅 - 上野間駅間 (5.8 km)
    - （新駅開業） 上野間駅（知多新線）

### 7月
- 7月1日
  - 日本国有鉄道
    - （路線廃止） 東北本線貨物支線 宮城野駅（現・仙台貨物ターミナル駅） - 仙台市場駅間 (1.4 km)
    - （駅廃止） 仙台市場駅

  - 近畿日本鉄道
    - （駅廃止） 河間駅（養老線）
- 7月8日
  - 北陸鉄道
    - （路線廃止） 浅野川線 内灘駅 - 粟ヶ崎海岸駅間 (1.3 km)（1972年9月1日から休止）
    - （駅廃止） 粟ヶ崎海岸駅（浅野川線）
- 7月20日
  - 日本国有鉄道
    - （新駅開業）  盛岡貨物ターミナル駅（東北本線 矢幅駅 - 岩手飯岡駅間）
    - （新線開業）  湖西線 山科駅 - 近江塩津駅間 (74.1 km)
    - （新駅開業）  西大津駅（現・大津京駅）、唐崎駅、叡山駅（現・比叡山坂本駅）、雄琴駅（現・おごと温泉駅）、堅田駅、和邇駅、蓬萊駅、志賀駅、比良駅、近江舞子駅、北小松駅、近江高島駅、安曇川駅、新旭駅、近江今津駅、近江中庄駅、マキノ駅、永原駅（湖西線）

  - 近畿日本鉄道
    - （駅廃止） 木津川駅（京都線）（1965年8月23日から休止）
    - （駅廃止） 応神御陵前駅、誉田八幡駅、屯鶴峰駅（南大阪線）（1945年6月1日から休止）
- 7月23日
  - 東武鉄道
    - （新駅開業）  新越谷駅（伊勢崎線 蒲生駅 - 越谷駅間）
- 7月25日
  - 日本国有鉄道
    - （仮乗降場開業）  共栄仮乗降場（白糠線 上白糠駅 - 茶路駅間）

### 8月
- 8月6日
  - 東武鉄道
    - （新駅開業）  朝霞台駅（東上本線 朝霞駅 - 志木駅間）
- 8月13日
  - 京福電気鉄道
    - （路線廃止） 越前本線 勝山駅 - 京福大野駅間 (8.5 km)
    - （駅廃止） 蓬生駅、大袋駅、下荒井六呂師口駅、新在家駅、中津川駅、大野口駅、京福大野駅（越前本線）
- 8月15日
  -  鉄道庁
    - （新線開業）  首都圏電鉄1号線
    - （新駅開業）  徽慶駅（現・外大前駅）、南営駅、大方駅、加里峰駅（現：加山デジタル団地駅）、冠岳駅、鳴鶴駅、華西駅
    - （電化） 京元線 城北駅（現・光云大駅 - 地下清凉里駅間 (5.5 km・交流25,000V・60 Hz)
    - （複線化）  京元線 城北駅（現・光云大駅 - 地下清凉里駅間 (5.5 km)
    - （電化） 京釜線 ソウル駅 - 水原駅間 (41.5 km・交流25,000V・60 Hz)
    - （複々線化）  京釜線 ソウル駅 - 永登浦駅間 (9.1 km)
    - （電化） 京仁線 九老駅 - 仁川駅間 (27.0 km・交流25,000V・60 Hz)

  -  ソウル特別市地下鉄本部
    - （新駅開業）  地下清凉里駅、祭基洞駅、新設洞駅、東大門駅、鐘路5街駅、鐘路3街駅、鐘閣駅、市庁駅、ソウル駅駅

### 9月
- 9月3日
  - 日本国有鉄道
    - （複線化）  羽越本線 藤島駅 - 西袋駅間 (5.1 km)
- 9月25日
  - 日本国有鉄道
    - （複線化）  羽越本線 羽前水沢駅 - 羽前大山駅間 (4.5 km)

### 10月
- 10月1日
  - 北海道炭礦汽船
    - （駅廃止） 上江別駅、下の月駅、双葉駅、中央農試前駅（夕張鉄道線）

  - 総武流山電鉄（現・流鉄）
    - （駅名改称）  平和台駅←赤城台駅（総武流山線（現・流山線））
- 10月18日
  - 京王電鉄
    - （延伸開業）  相模原線 京王よみうりランド駅 - 京王多摩センター駅間(9.8 km)
    - （新駅開業）  稲城駅、若葉台駅、京王永山駅、京王多摩センター駅（相模原線）
- 10月21日
  - 東濃鉄道
    - （路線廃止） 駄知線 土岐市駅 - 東駄知駅間 (10.4 km)（1972年7月13日から休止）
    - （駅廃止） 新土岐津駅、神明口駅、土岐口駅、下石駅、山神駅、駄知駅、小川町駅、東駄知駅（駄知線）[注 2]
- 10月30日
  - 帝都高速度交通営団（現・東京地下鉄）
    - （新線開業）  有楽町線 池袋駅 - 銀座一丁目駅間 (10.2 km)
    - （新駅開業）  東池袋駅、護国寺駅、江戸川橋駅、市ケ谷駅、麹町駅、永田町駅、桜田門駅、有楽町駅、銀座一丁目駅（有楽町線）
- 10月31日
  - 日本国有鉄道
    - （複線化）  函館本線 石谷駅 - 本石倉駅間 (3.9 km)

### 11月
- 11月1日
  - 日本国有鉄道
    - （路線廃止） 東海道本線貨物支線（沼津港線） 沼津駅 - 沼津港駅間 (3.0 km)
    - （駅廃止） 沼津港駅（東海道本線）
- 11月18日
  - 山形交通
    - （路線廃止） 三山線 羽前高松駅 - 間沢駅間 (11.4 km)[注 3]
    - （路線廃止） 高畠線 糠ノ目駅 - 高畠駅間 (5.2 km)[注 4]
    - （駅廃止） 羽前高松駅、新田駅、白岩駅、上野駅、羽前宮内駅、石田駅、睦合駅、海味駅、西海味駅、間沢駅（三山線）
    - （駅廃止） 糠ノ目駅、一本柳駅、竹ノ森駅、高畠駅（三山線）

### 12月
- 12月1日
  - 北陸鉄道
    - （駅名改称）  三ツ屋駅←吊橋駅（浅野川線）
- 12月14日
  - 日本国有鉄道
    - （新駅開業）  西小倉駅（日豊本線 小倉駅 - 南小倉駅間[注 5]）
- 12月18日
  - 名古屋市交通局協力会
    - （路線廃止） 東山公園モノレール 動物園駅 - 植物園駅間 (0.5 km)（同年6月1日から休止）
    - （駅廃止） 動物園駅、植物園駅（東山公園モノレール）

## 主なダイヤ改正
- 3月17日
  - 名古屋鉄道
- 4月25日
  - 日本国有鉄道
- 6月1日
  - 小田急電鉄
- 9月17日
  - 名古屋鉄道
- 9月20日
  - 近畿日本鉄道
- 12月16日
  - 京成電鉄

## 災害・不通・事故・事件など

### 6月
- 6月7日
  - 日本国有鉄道
    - （事故） 羽越本線酒田駅 - 本楯駅間で青森発富山操車場行き貨物列車（34両編成）の4両目から24両目までの21両が脱線し16両が転覆。

### 7月
- 7月10日
  - 日本国有鉄道
    - （事故） 羽越本線西目駅 - 羽後本荘駅間の船岡トンネル入口で八戸発百済行きの上り貨物列車（ED75電気機関車牽引）が崩れた土砂に乗り上げ機関車2両、貨車4両が脱線。機関士が機関車とトンネルに挟まれ殉職。ED75 736は廃車。

## 鉄道車両

### 新系列・新形式
- 日本国有鉄道
  - ED62形電気機関車
  - 922形電車
  - キハ66系気動車
  - キヤ191系気動車
  - クラ9000形貨車
  - コキ9300形貨車
  - ヨ8000形貨車
  - タキ24300形貨車
  - タキ24400形貨車
  - タキ24500形貨車
  - タキ24600形貨車
  - タキ24700形貨車
  - タキ24800形貨車
  - タキ24900形貨車
  - タキ25800形貨車
  - タキ25900形貨車
  - チキ5500形貨車（2代）
  - ホキ8100形貨車
  - ホキ8300形貨車
  - ホキ9300形貨車
- 八戸臨海鉄道
  - DD35形ディーゼル機関車
- 京成電鉄
  - モニ20形電車
- 帝都高速度交通営団（現・東京地下鉄）
  - 7000系電車
- 京王帝都電鉄（現・京王電鉄）
  - ホキ280形貨車
- 黒部峡谷鉄道
  - EH形電気機関車
- 京福電気鉄道
  - デト1000形電車
  - モト1000形電車
- 近畿日本鉄道
  - 6200系電車
- 南海電気鉄道
  - 6200系電車
- 阪神電気鉄道
  - 3801・3901形電車
- 鉄道庁
  - 1000系電車
- ソウル特別市地下鉄本部（現・ソウル交通公社）
  - 1000系電車（初代）
- ソ連運輸通信省（現・ロシア鉄道）
  - ЭР200型電車
- 東ドイツ国鉄（現・ドイツ鉄道）
  - 250形電気機関車

### 譲渡形式
- 伊豆箱根鉄道 ← 相模鉄道
  - モハ151形電車（160番台）

### 消滅形式
- 日本国有鉄道
  - マロネ41形客車
  - ワム1900形貨車
  - ウ500形貨車
  - レ7000形貨車
  - レム400形貨車
  - キ600形貨車
  - ソ50形貨車
  - タ1650形貨車
  - タ3000形貨車（2代）
  - タ3100形貨車
  - タ3400形貨車
  - タム800形貨車
  - タム3800形貨車
  - タム7400形貨車
  - タム20800形貨車
  - タサ2100形貨車
  - タサ2500形貨車
  - タキ150形貨車
  - タキ6800形貨車
  - タキ6810形貨車
- 京成電鉄
  - モニ5形電車
- 大井川鉄道
  - DB51形ディーゼル機関車
- 水島臨海鉄道
  - キハ310形気動車
- 土佐電気鉄道
  - モハ5000形・クハ3000形電車、クハニ3500形電車、クニ2100形電車、ED1000形電気機関車、ED2000形電気機関車（路線の廃止にともなう消滅）
  - 100形電車（2代目）

### 受賞
- 第17回 ブルーリボン賞 - 京成電鉄 AE車（初代）（スカイライナー）
- 第14回ローレル賞 - 西日本鉄道 2000形電車